# 社内ベンチャー
社内ベンチャー（しゃないベンチャー、英:intrapreneurship）とは企業が社内に設置している、あたかも独立のベンチャー企業のように新規事業を行う部門。この部門を担当する者は社内起業家と呼ばれている。
社内ベンチャーは自主的に行うという形で運営され、それに対して上部は全面的にバックアップしている。新規事業への進出、人材育成、資産の有効活用などを目的として社内ベンチャーが設立されている。
社内ベンチャーとした場合には、本部のブランド力も生かした上で有利に経営ができるため、起業家精神を持つ者はゼロから独立して起業するよりも社内企業家として事業を行うという選択を取っている場合がある。
社内ベンチャーとなる場合には取締役等の承認が必要であったり、自社の既存の利益を害するような業務はできないなどのデメリットも存在する。
社内ベンチャーは、あたかもベンチャー企業のように機敏かつ既存事業の枠組みを超えて新規事業を興すことが期待されているが、新規事業経験のないメンバーによって運営されたり、経営者がカニバリズム(既存の社内事業と競合する)等のリスクを嫌い、期待通りに運営することは困難である。このためスピンオフして独自の企業体として独立あるいは共存する場合もある。